# 慶祝吉林省延邊朝鮮族自治州成立70週年
慶祝吉林省延邊朝鮮族自治州成立70週年（中國朝鮮語：길림성연변조선족자치주창립70주년）為中國吉林省延邊朝鮮族自治州政府在2022年為慶祝延邊朝鮮族自治州成立70週年而舉辦的一系列活動。

## 主題
- 慶祝主題：「鑄牢中華民族共同體意識，延邊各族人民同心共築中國夢」[1]

## 州慶主題曲
- 《夢在飛翔》
- 《幸福延邊》[2]
- 《放歌延邊》[3]
- 《放飞梦想》[4]
- 《阿里郎回故鄉》

## 慶祝活動
- 延邊州鑄牢中華民族共同體意識工作成就展：成就展8月於北京市舉行，展館主題為「奮進延邊 發展盛景」、「大美延邊 多彩勝景」和「希望延邊 幸福願景」。[5]
- 大型原創歌舞《同心圓夢》：歌舞表演由延邊歌舞團編排並演出，是以鑄牢中華民族共同體意識、凝心聚力團結髮展、贊美家鄉幸福生活為主題的原創歌舞，突出展現了黨的十八大以來延邊州發生的巨大變化和延邊人民砥礪奮進的生動實踐。[6]
- 全州民族团结进步表彰大会：大會在延邊州首府延吉市舉行，以表彰全州民族团结进步先进集体和先进个人。[7]
- 花车巡游：延边朝鲜族自治州成立70周年花車巡遊於8月31日到9月1日在延吉市舉行。[8]
- 经典歌曲专场音乐会“红太阳照边疆”：经典歌曲专场音乐会於9月1日舉行，由延邊州委宣传部、州文学艺术界联合会和延边广播电视台联合举办。[9]
- 庆祝大会：因疫情防控需要，延边朝鲜族自治州成立70周年慶祝大會將在9月3日於延邊州政务中心南广场以線上、線下形式進行。[10]
- 文藝晚會《同心圓夢》：文藝晚會於9月3日晚上7:30舉行，屆時延邊廣播電視台朝鮮語綜合頻道、漢語綜合頻道、延邊廣播電視網app和延邊廣電app將進行直播。
- 大型焰火晚会 《辉煌七十载 亮丽延边州》：大型焰火晚会於9月3日晚上7時舉行，煙火將在布尔哈通河南岸，阿里郎足球广场对面點燃。[11]

## 重點工程
- 體育、文化設施：延吉阿里郎足球公園、延吉市全民健身中心改造工程、延邊工人文化藝術中心、延吉恐龍文博苑 [1][12]
- 交通、基建設施：延吉市路網建設、延吉快速公交（BRT）、西山街、延河路、延吉市布爾哈通河城區段水利綜合治理工程、敦化牡丹江城镇化水生态改造提升示范项目 [13][14]
- 旅遊設施：中國朝鮮族民宿園「延吉不夜城」、延邊恐龍王國 [15]
- 民生设施：延边州儿童福利院[16]